# Schmelz (Saar)
Schmelz település Németországban, azon belül Saar-vidék tartományban. Lakosainak száma 16 343 fő (2023. december 31.).

## Népesség
A település népességének változása:
| Lakosok száma | 16 877 | 16 115 | 16 068 | 16 136 | 16 301 | 16 343 |
|               | 1975   | 2017   | 2019   | 2021   | 2022   | 2023   |